# 赫奇霍格島
赫奇霍格島（英語：Hedgehog Island），是南極洲的島嶼，位於維多利亞地的博克格雷溫克海岸，處於赫爾姆角以南2公里的穆布賴灣，現時由南極條約體系管理。